# Hong Xuanjiao
Hong Xuanjiao, född okänt år, död okänt år, var en kinesisk befälhavare. 
Hon var syster till Hong Xiuquan, Taipingupprorets ledare, som 1850–1864 regerade som kejsare i Nanking. Hong Xuanjiao hade som ung tränats i kampsport, och under sin brors uppror och regering deltog hon i strid mot manchudynastins styrkor. Hon hade ansvar för de kvinnor som deltog i strid under Taipingrebellernas banér och ska ha varit de kvinnliga soldaterna befälhavare. Enligt vissa uppgifter ska hon ha avlidit år 1856, men det är inte bekräftat, och andra uppgifter säger att hon överlevde broderns avsättning och lyckades fly från Nanking. 